# Rietrikki Polén
Rietrikki (Fredrik) Polén, född 23 april 1823 i Pieksämäki, Savolax, död 24 december 1884 i S:t Michel, var en finländsk författare.
Polén anslogs i sin ungdom varmt av strävandena för finska språket och litteraturen, samt uppträdde redan tidigt i den av August Ahlqvist och andra uppsatta tidningen "Suometar". Som huvudredaktör för denna tidning (1852–56) höjde Polén dess prenumerantantal till det då oerhörda talet 4600, vilken framgång till någon del bör tillskrivas hans lätta skrivsätt. Efter skiftande verksamhet i publicitetens och skolans tjänst blev han lektor i religionskunskap vid S:t Michels nybildade lyceum.